# Royal Society of Canada

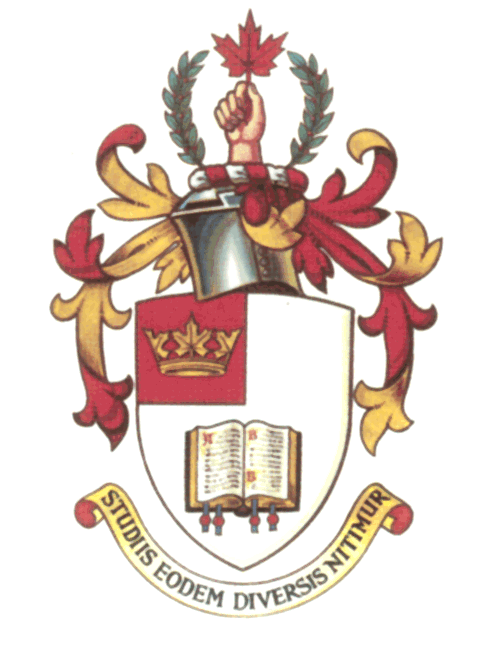
Wappen der Royal Society of Canada

Die Royal Society of Canada („Königliche Gesellschaft von Kanada“), auch französisch Société Royale du Canada, kurz SRC, neuerdings The Academies of Arts, Humanities, and Sciences of Canada, ist die nationale Akademie der Wissenschaften von Kanada.

## Geschichte
Nach dem Vorbild der 1660 gegründeten Londoner Royal Society wurde die kanadische Akademie der Wissenschaften 1882 durch den damaligen Generalgouverneur Marquess of Lorne ins Leben gerufen. Unter ihren ersten Mitgliedern befanden sich Sir Sandford Fleming, der Erfinder der weltweiten Zeitzonen, sowie der berühmte Mediziner Sir William Osler. Durch einen besonderen „Act of Parliament“ und eine königliche Charter wurde die Royal Society of Canada 1883 offiziell gesetzlich festgeschrieben und bestätigt.

## Organisation
Die mit dem Titel Fellows bezeichneten Mitglieder der Akademie erwählen alljährlich eine Gruppe verdienter kanadischer Gelehrter zur Neuaufnahme. Sie tragen fortan die Initialen FRSC (Fellow of the Royal Society of Canada) hinter dem Nachnamen. Die Aufnahme gilt als die höchste Auszeichnung, die Kanada an Gelehrte verleiht. Der jeweilige Präsident der Akademie wirkt zugleich auch beratend bei der Verleihung des Zivilordens Order of Canada durch den Generalgouverneur.
Die Fellows treffen sich in alljährlichen Symposien zur Diskussion wissenschaftlicher Themen von nationaler Bedeutung, wie etwa dem Klimawandel oder Umweltfragen. Die Akademie verleiht eine Reihe von Medaillen für hervorragende Leistungen auf verschiedenen Wissenschaftsgebieten. Zum Beispiel die Willet G. Miller Medal für Geowissenschaften, den John L. Synge Award und die Henry Marshall Tory Medal.